# Парамо Санта-Марти
Парамо Санта-Марти (ідентифікатор WWF: NT0107) — неотропічний екорегіон гірських луків та чагарників, розташований на півночі Колумбії.

## Географія
Екорегіон парамо Санта-Марти охоплює високогір'я ізольованого гірського масиву Сьєрра-Невада-де-Санта-Марта, розташованого на півночі Колумбії. Він включає найпівнічніші ділянки парамо (високогірних луків і пустищ) у Південній Америці, розташовані між верхньою межею лісу, яка знаходиться приблизно на висоті 3300 м над рівнем моря, та сніговою лінією, яка знаходиться на висоті 5000 м над рівнем моря. На нижчих висотах санта-мартійське парамо переходить у гірські ліси Санта-Марти. Залежно від місцевих умов, таких як кількість опадів, експозиція схилів та інсоляція, висотний діапазон меж екорегіону може відрізнятися.
Гірський масив Сьєрра-Невада-де-Санта-Марта має площу 12 230 км² і приблизно трикутну форму. Його північний край проходить паралельно узбережжю Карибського моря, лише за 60 км на південь від нього, південно-західний край спускається до долини Магдалени та боліт Сьєнага-Гранде-де-Санта-Марта, а долини річок Сесар та Ранчерія утворюють його південно-східний край. Найвищими вершинами Сьєрра-Невади-де-Санта-Марти та всієї Колумбії є вкриті вічними снігами гори Піко-Крістобаль-Колон та Піко-Сімон-Болівар заввишки приблизно 5700 м. З геологічної точки зору у високогір'ях екорегіону переважають юрські гранодіорити.

## Клімат
На низьких висотах екорегіону переважає високогірний субтропічний клімат (Cwb або Cfb за класифікацією кліматів Кеппена), а на великих висотах — тундровий клімат (ET за класифікацією Кеппена). Середньорічна температура в регіоні становить близько 6 °C. На клімат Сьєрра-Невади-де-Санта-Марти впливають північно-східні пасати та вологі повітряні маси, які підіймаються вверх по схилах гір, охолоджуються та формують рясні орографічні опади та тумани. Розподіл опадів в регіоні має сезонний характер: більшість з них випадає у травні і вересні, в середньому 1800 мм за рік. На північних схилах Сьєрра-Невади-де-Санта-Марти опадів випадає більше, ніж на підвітряних південних схилах.

## Флора
В межах екорегіону зустрічаються різні рослинні угруповання, розподіл яких залежить від клімату та висоти над рівнем моря. На низьких висотах екорегіону, поблизу верхньої межі лісу, поширені субальпійські чагарники субпарамо, основу яких складають розлогі куничники (Calamagrostis effusa), блискучі арцитофіллуми (Arcytophyllum nitidum), гірські стевії (Stevia lucida), чорничні ескаллонії (Escallonia myrtilloides) та іржасті гесперомелеси (Hesperomeles ferruginea). На відкритих ділянках на більшій висоті поширені альпійські луки, відомі як парамо. На відкритих ділянках парамо переважають циліндроколосі ацени (Acaena cylindristachya), роздільнолисті кастіллеї (Castilleja fissifolia), люпини Каррікера (Lupinus carrikeri) та інші трав'янисті рослини, а також невисокі чагарники. У захищених долинах та на скелястих схилах ростуть чагарники лускатого приворотня (Lachemilla polylepis), сніжного симплокоса (Symplocos nivalis) та блакитної обтегомерії (Obtegomeria caerulescens). На болотах та на окраїнах льодовикових озер зустрічаються подушкоподібні зарубчасті азорелли (Azorella crenata) та розеткові чікку-чікку (Hypochaeris sessiliflora), а у водоймах — чорні виринниці (Callitriche nubigena) та мулянкові жовтці (Ranunculus limoselloides). На найвищих висотах екорегіону поширене суперпарамо, рослинний покрив якого представлений розрідженими купинами санта-мартійського раулісопсіса (Raouliopsis seifrizii) та санта-мартійської крупки (Draba sanctae-martae). На захищених від вітру ділянках суперпарамо ростуть валер'яни Карштайна (Valeriana karstenii) та перісоцелуми Перді (Perissocoeleum purdiei).
У парамо Сьєрра-Невади-де-Санта-Марти зустрічаються представники 135 родів судинних рослин, зокрема ендемічних родів Raouliopsis з родини Айстрові (Asteraceae) та Obtegomeria з родини Глухокропивові (Lamiaceae). Ендеміками Сьєрра-Невади-де-Санта-Марти є 125 видів рослин, з яких 61 вид зустрічається лише в парамо, а 32 види належать до родини Айстрові (Asteraceae).
Гороутворення Анд почалося у міоцені, але на півночі континенту вони досягнули сучасної висоти лише у пліоцені, під час періоду сильної вулканічної активності між чотирма та п'ятьма мільйонами років тому. У цей час вершини гір піднялися вище верхньої межі лісу, і на них почала формуватися протопарамна рослинність, яка включала представників родин Злакові (Poaceae), Осокові (Cyperaceae), Айстрові (Asteraceae), Вересові (Ericaceae) тощо. Наприкінці плейстоцену відбувалися чергування льодовикових та міжльодовикових періодів, причому короткі холодні та сухі періоди чергувалися з теплішими та вологішими періодами. Під час похолодань пояси парамо зміщувалися на нижчі висоти та поєднувалися між собою, а при потеплінні вони переміщувалися на більші висоти та розділялися на непов'язані між собою анклави. В результаті флора парамо являє собою суміш видів тропічного та бореального походження, причому окремі ділянки парамо характеризуються високим рівнем ендемізму, і включають багато видів, поширених лише на одній гірській вершині або на вершинах окремого гірського хребта.
Ізольована ділянка парамо, розташована у високогір'ях Сьєрра-Невади-де-Санта-Марти, характеризується унікальним складом флори і фауни. Ізоляція призвела до появи низки ендемічних видів та родів рослин. Рослинність екорегіону походить від видів, поширених у теплих тропічних умовах на низьких висотах, та від андійських видів, які мігрували вздовж гірських хребтів Східної Кордильєри. Вона демонструє вищу спорідненість з флорою гір Серранія-дель-Періха, Кордильєра-де-Мерида та Кордильєра-де-Ла-Коста у Венесуелі, а також з флорою коста-риканського парамо, ніж з флорою північноандійського парамо, незважаючи на територіальну близькість.

## Фауна
Орнітофауна екорегіону включає південну зенаїду (Zenaida auriculata), довгодзьобого дрімлюгу (Systellura longirostris), гірського баранця (Gallinago jamesoni), гірського колібрі (Lafresnaya lafresnayi), іскристого колібрі (Colibri cyanotus), пурпурового колібрі-короткодзьоба (Ramphomicron microrhynchum), зеленогорлого колібрі-барвограя (Metallura tyrianthina), андійського кондора (Vultur gryphus), американського боривітра (Falco sparverius), скельного канастеро (Asthenes wyatti), білобрового трясохвоста (Cinclodes albidiventris), андійську сікору (Leptasthenura andicola), білогорлого тиранчика-довгохвоста (Mecocerculus leucophrys), смугастогорлого кіптявника (Myiotheretes striaticollis), сивоголового кіптявника (Cnemarchus erythropygius), рудоволого пітайо (Ochthoeca rufipectoralis), чорногорлого тітіріджі (Hemitriccus granadensis), бурочереву ластовицю (Orochelidon murina), річкового овада (Cistothorus platensis), великого дрозда (Turdus fuscater), андійського чижа (Spinus spinescens), рудошийого бруанта (Zonotrichia capensis), чорного квіткокола (Diglossa humeralis), малого насіннєїда (Catamenia analis), тонкодзьобого насіннєїда (Catamenia homochroa) та сірого вівсянчика (Geospizopsis unicolor). Серед ендемічних птахів, які зустрічаються виключно у високогір'ях Сьєрра-Невади-де-Санта-Марти, слід відзначити синьобородого колібрі (Oxypogon cyanolaemus) та скельного волоочка (Troglodytes monticola), а серед майже ендемічних птахів, які також поширені у гірських лісах на нижчих висотах та у сусідніх гірських масивах — білохвостого колібрі-інку (Coeligena phalerata), чорного колібрі-короткодзьоба (Ramphomicron dorsale), санта-мартинського колібрі-шаблекрила (Campylopterus phainopeplus), бурого тапакуло (Scytalopus latebricola), колумбійського пію (Synallaxis fuscorufa), санта-мартійського коронника (Myiothlypis basilica), санта-мартанського тріщука (Henicorhina anachoreta) та колумбійського тамаруго (Conirostrum rufum).
У високогір'ях екорегіону зустрічається кілька видів ссавців, зокрема пуми (Puma concolor), ошийникові пекарі (Dicotyles tajacu), малі лісові рисові хом'яки (Microryzomys minutus) та ендемічні парамові американські мазами (Mazama americana carrikeri). Майже ендемічними представниками екорегіону є одноцвіті андійські миші (Thomasomys monochromos), які зустрічаються як в парамо, так і в гірських хмарних лісах на нижчих висотах. Герпетофауна екорегіону включає ендемічну високогірну анадію (Anadia altaserrania), а також кілька видів рідкісних амфібій, зокрема нічних жаб-арлекінів (Atelopus arsyecue) та  (Atelopus carrikeri).

## Збереження
Парамо Сьєрра-Невади-де-Санта-Марти значно постраждало від надмірного випасу худоби, який проводився корінними громадами, що живуть на висоті до 3800 м над рівнем моря. Частина чагарників субпарамо була знищена шляхом спалювання та розчистки під картопляні та цибулеві городи. Знищення чагарників призводить до скорочення біологічного різноманіття, зміни балансу рослинності та до посилення ерозії ґрунтів. Наразі площа парамо розширюється, оскільки частина андійських лісів на нижчих висотах була вирубана, а льодовики у високогір'ях відступають внаслідок глобального потепління.
Оцінка 2017 року показала, що 1117 км², або 90 % екорегіону, є заповідними територіями. Природоохоронні території включають: Національний природний парк Сьєрра-Невада-де-Санта-Марта та Біосферний заповідник Сьєрра-Невада-де-Санта-Марта.